# Volovartsi
Volovartsi (bulgariska: Воловарци) är ett distrikt i Bulgarien.   Det ligger i kommunen Obsjtina Kărdzjali och regionen Kărdzjali, i den centrala delen av landet, 180 km sydost om huvudstaden Sofia.